# Rich Williams
Pour les articles homonymes, voir Richard Williams et Williams.
Richard John Williams (né le 1er février 1950 à Topeka dans l'état du Kansas) est le guitariste du groupe de rock américain Kansas depuis leur premier album éponyme en 1974 . 

## Biographie
Williams a perdu son œil droit dans un accident de feu d'artifice dans son enfance. Il a porté une prothèse oculaire pendant de nombreuses années, mais porte désormais un cache-œil à la place,. 
Enfant, Williams commence à jouer sur un ukulélé, mais passe rapidement à la guitare. Ses premières influences comprennent les Beatles et l'ensemble de l'invasion pop-rock britannique.
À ses débuts dans Kansas, Williams partage les parties de guitare avec le claviériste et guitariste Kerry Livgren. À la fin des années 1980, ce sera avec Steve Morse, futur Deep Purple. Après divers changements de personnel au sein de Kansas, Williams y devient le guitariste principal  jusqu'au passage de Zak Rizvi entre 2016 et 2021, bien que le violoniste du groupe David Ragsdale y joue aussi des parties de guitare lorsque le groupe interprète des chansons avec peu ou pas de violon, comme Portrait (He Knew ), Fight Fire With Fire ou Carry On My Wayward Son. 
Williams et le batteur Phil Ehart sont les deux seuls membres fondateurs de Kansas qui n'ont jamais quitté le groupe et qui jouent sur tous ses albums.
Parmi les chansons que Rich a co-écrit avec le groupe, on trouve Can I Tell You, No Room for a Stranger et le hit Play the Game Tonight.
Rich est également membre du bref projet parallèle de Kansas en 2008 Native Window avec ses membres Billy Greer, Phil Ehart et David Ragsdale.

## Vie personnelle
Le groupe Kansas est basé à Atlanta, en Géorgie depuis plus de 30 ans. En 2020, Rich et sa femme, Debbie déménagent à Linville en Caroline du Nord.

## Discographie

### Kansas
- Voir Discographie de Kansas

### Native Window
- 2008 : Native Windows